# Ibrahim Nasrallah
Pour les articles homonymes, voir Nasrallah (homonymie).
Ibrahim Nasrallah (en arabe, إبراهيم نصرالله , Amman, Jordanie, 1954) est un écrivain, peintre, journaliste et photographe palestinien. 
Il étudie à l'Office de secours et de travaux des Nations unies pour les réfugiés de Palestine dans le Proche-Orient. Il travaille plus tard comme professeur en Arabie saoudite et comme journaliste entre 1978 et 1996. De retour en Jordanie, il travaille pour diverses publications et comme membre de l'Assemblée générale de Sakakani.

## Livres
- Les chevaux dominent la ville, 1980
- Les chansons du matin, 1984
- Les derniers dialogue peu après tuer le moineau[réf. nécessaire], 1984
- Le garçon de la fleuve et le général[réf. nécessaire], 1987
- Dans la pluie; Des orages du cœur, 1989
- Bois vert, 1991
- Le scandale du renard, 1993
- Des Vérandas de l’automne, 1997
- Le livre de la mort et des morts, 1998
- Au nom de la mère et du fils, 1999
- Des miroirs des anges, 2001
- Des oiseaux de l’alarme.

Publiés en arabe, quelques-uns de ses romans ont été traduits en anglais :
- Time of White Horses ;
- The lanterns of the King of Galilee [1];
- Gaza weddings ;
- Prairies of fever.

## Prix
- Le prix du meilleur recueil de poésie publié en Jordanie.
- Le prix littéraire Arar pour l'ensemble de son œuvre en 1991.
- Le prix d'honneur de l'association des écrivains jordaniens à trois reprises pour trois de ses recueils de poésie.
- Le prix Sultan Oweiss.
- Aux Émirats arabes unis, il reçoit le prix littéraire Al-Uweis en 1997, un prix pour les poètes de langue arabe.
- Prix international de la fiction arabe en 2018[2] pour son roman Harb al-kleb al-thania (« The second war of the dog »)[3].